# 伊達 (足球運動員)
曼諾·杜斯山度士·菲奧（Manoel dos Santos Filho，通稱Itaparica，1980年7月8日—），生於巴西伊他柏黎加島，巴西裔香港足球運動員，司職進攻中場，在2015年11月4日取得香港特區護照，直到2018/19年球季後選擇掛靴。

## 球員生涯

### 香港足球
伊達生於巴西伊他柏黎加島，出道時踢巴西著名球會高士路。2007年，伊達接受當時為南華助教列卡度的邀請，由巴西丙組足球聯賽球隊彼辛度轉會到香港甲組足球聯賽球隊南華。會方為使球迷容易記住，取其「Ita」發音，將他譯成與1982年世界盃的巴西傳奇左翼伊達同名。
初來到香港報到，伊達在看到當時香港球場訓練場地後有衝動要立刻買機票回到巴西，然而，伊達最後選擇留港發展，憑著出色的個人突破能力、罰球技術及遠射能力，贏得不少榮譽和掌聲。踢了一季後足主羅傑承便叫伊達跟他到天水圍飛馬，並且於季尾首度入選香港足球明星選舉最佳十一人。2012年，羅傑承又調他到南華，為球隊拿到冠軍，於是伊達希望想在球隊有更多發揮機會，羅傑承拒絕了他的要求後便轉會東方。

### 南華
2014年7月，伊達第3度上山再次回歸南華，不過隨着年紀漸大表現漸走下坡，2014年居港滿7年正式成為香港本地球員。2015年11月4日，南華正式宣佈伊達成功取得香港特區護照，可以代表香港參加國際賽事。
2015年12月29日，伊達再次被南華轉會，轉投中甲球隊新疆天山雪豹。不過卻出現轉會羅生門，伊達坦言轉投中甲並非他意願，他表示妻子日前才攜同3個月大幼子來港團聚，根本不想離開香港，是老闆及技術主管李潤華安排他轉會。他在上周對傑志的聯賽賽前才得知此消息。他又指南華要求他在兩日內搬離寓所，並誤將新疆天山雪豹當成另一武漢球會，直至後來向經紀人查證才弄清新東家。但南華隨後發表聲明，指伊達是主動與中甲球會簽約1年並收取簽字費，會方考慮到他尚餘半年合約，故決定成人之美。聲明中又指位於武漢的湖北華凱爾去年賣盤予新疆天山雪豹，或令伊達產生誤會，又指會方已安排他於明日遷出宿舍後入住酒店5天，費用全由會方支付。

### 新疆天山雪豹
2016年1月，伊達正式加盟中國甲組足球聯賽球隊新疆天山雪豹。2016年3月12日，中甲開鑼日，雖然新疆天山雪豹作客以1–2不敵深圳佳兆業，但伊達第一場便以正選身份登場，並踢足全場。2016年5月7日，中甲第8輪聯賽，新疆天山雪豹以2–2逼和湖南湘濤，75分鐘，伊達禁區外一記40碼世界波將比分扳成2–2，也取得在中甲的首個入球。伊達成為新疆天山雪豹的中場核心，不只助球隊護級更評有中超水準，從第8輪應戰湖南湘濤開始，伊達大爆發四場三球世界波，幾乎憑一己之力助球隊取得6輪不敗，成為球隊今季最成功的引援，也證明到自己的能力能繼續在高水平賽事比賽。2016年資金並不充裕的新疆隊一度升至積分榜第四位，是球隊自從參加中甲以來，最早完成護級任務的一個球季。表現好的伊達自然會得到球迷的喜愛。季尾完結後班主不斷推說會向他提前新約，要他回港等消息，即使伊達下季變回外援亦會簽回他，但等了多時卻沒有回音，期間有中甲球會斟介亦未能成事，加上烏魯木齊沒有國際學校，伊達11歲的兒子為了上學便和母親回到巴西生活，令他們分隔雙地。

### 回流香港足壇
2016年12月17日，和富大埔宣布和伊達簽約一年半，當然他有其他選擇，不過有次回港踢國際賽時伊達答應了好朋友保羅（當時和富大埔門將），如果回來香港首選便是大埔，加上開出條件亦不俗，而伊達家人想在港生活，因此便簽約大埔。2017年1月8日，回歸港超的伊達在對理文流浪的聯賽首次正選上陣，分別交出2個助攻，及在50分鐘接應角球頂取得回歸後的首個入球，最終和富大埔以3–0擊敗理文流浪。
和富大埔在伊達投效後的一、二月共7場比賽錄得5勝1和1負，更在菁英盃8強以4–1大勝南華晉級。2017年3月18日，伊達在和富大埔對冠忠南區的港超聯賽事前，獲頒發由香港體育記者協會選出的2月最有價值球員，不過他則於上半場期間受傷，經檢查後證實右膝有輕微骨裂，幸沒傷及軟組織，預計將需養傷3個月，稍後將需接受手術，不單無緣為香港隊出戰亞洲盃外圍賽第三圈作客黎巴嫩的賽事，更預計需要提早收咧。
4月2日，和富大埔聽取過更多醫生的意見及檢查後，伊達決定將不需要接受手術治理其右膝傷，而他復出後即正選上陣為和富大埔奪得當屆的菁英盃冠軍。季尾更入選香港足球明星選舉的最佳11人，成為本年度最佳陣容中唯一一個非效力班霸傑志和東方的球員。球季完結後，伊達獲由中超球會廣州富力出資及組建的港超聯球會R&F富力垂青，期間他獲富力開出比前球會中甲的新疆天山雪豹更好的條件，所以伊達在2017年7月與大埔高層商討解約以自由身轉會R&F富力。
2018/19年球季後，伊達選擇掛靴。

## 國際賽生涯
2014年11月28日，伊達表示正在計劃申請香港特區護照，以符合代表香港足球代表隊參與國家賽事的要求及資格。不過，伊達表示放棄巴西國籍需要等一年。如果有律師協助前往巴西處理相關手續，則只需四個月。不過，他引述其巴西律師表示，轉換國籍手續費用約5,000美元（約38,900港元），故此他希望該筆費用可以由香港足球總會支付，否則將會放棄入籍，不代表香港足球代表隊。但足總早前已回應一旦開了先例，往後球員入籍的費用難免都「入足總數」。
2015年11月4日，南華正式宣佈伊達成功取得香港特區護照，可以代表香港參加國際賽事。2015年12月31日，伊達首次代表香港上陣，是出戰第38屆省港盃首回合，還靠角球助攻陳俊樂入球，最终香港以1–1賽和廣東。2016年1月3日，第38屆省港盃次回合，伊達憑1個十二碼取得首個香港隊入球，還交出2個助攻，兩回合計合共3個助攻1個入球，也是由他策動，但最終兩回合計香港隊以4–5落敗。
2016年3月24日，香港在世界盃亞洲區外圍賽最後一輪賽事作客以0–2不敗卡塔爾，伊達於82分鐘後備入替是他首次代表香港參加國際賽事。2016年5月23日，伊達入選香港代表隊的決選名單，出戰在緬甸仰光舉行的緬甸AYA銀行盃2016。2016年6月3日，AYA銀行盃2016，香港在法定時間以2–2賽和越南，但最終香港在互射12碼階段以3–4不敵越南，只能角逐季軍戰，伊達正選上陣並打足全場，並在互射12碼階段射高。
為備戰11月的2017東亞盃第二階段外圍賽，香港代表隊將與柬埔寨國家隊進行兩場國際足球友誼賽，伊達於2016年9月1日香港主場友賽以4–2擊敗柬埔寨取得了首個國際賽入球。而首度在國際A級賽入球的伊達被換走時，獲全場球迷掌聲致敬，他謙虛表示仍要努力在中甲聯賽爭取表現，以繼續換取香港隊教練金判坤青睞。金判坤期望一眾年輕球員能向伊達學習：「最初我也有點擔心伊達的年齡，但他以表現及鬥志說服了我，不論大小比賽也為香港隊全力以赴。他對香港隊的饑渴及投入感，正是本地年輕球員最需要學習。」
2016年10月6日，香港作客在滂沱大雨中以2–0擊敗柬埔寨中，伊達也有不俗的表現，最终助香港取得國際熱身賽兩連勝。但在公佈20人決選名單前，伊達就因父親患病入院要回巴西，雖表態可在東亞外圍賽前夕趕回港，但教練金判坤表示考慮到舟車勞頓及該球員休季缺操狀態難保證，只好忍痛放棄，所以經過金判坤與伊達溝通之後，決定給伊達留在巴西陪伴家人，將策動攻勢責任交託予林嘉緯及辛祖，而最终伊達只列入替補名單。

## 個人生活
伊達一家四囗在港時曾居住在天水圍，兒子亦曾在銅鑼灣就讀一間國際學校，並且已經可以講得一口英語。
伊達曾表示自己最欣賞的球員是香港球員李康廉，二人在飛馬及南華均合作無間，他形容對方為非常優秀的球員。
2020年7月，伊達在社交平台透露，與家人在家鄉巴西確診新冠病毒肺炎。

## 國際賽事紀錄
- 僅列出國際A級比賽

| 上陣次數 | 時間          | 地點                      | 對手     | 比數             | 賽事性質                 | 入球(累計) |
| -------- | ------------- | ------------------------- | -------- | ---------------- | ------------------------ | ---------- |
| 1        | 2016年3月24日 | 多哈 賈西姆本哈馬德體育場 |          | 0–2              | 2018年世界盃外圍賽       | 0 (0)      |
| 2        | 2016年6月3日  | 緬甸 吉諦瑜杜烏拿體育場   | 越南     | 2–2 (十二碼 3–4) | AYA銀行盃2016            | 0 (0)      |
| 3        | 2016年6月5日  | 緬甸 吉諦瑜杜烏拿體育場   | 緬甸     | 0–3              | AYA銀行盃2016            | 0 (0)      |
| 4        | 2016年9月1日  | 香港 旺角大球場           | 柬埔寨   | 4–2              | 國際友誼賽               | 1 (1)      |
| 5        | 2016年10月7日 | 柬埔寨 奧林匹克體育場     | 柬埔寨   | 2–0              | 國際友誼賽               | 0 (1)      |
| 6        | 2017年8月31日 | 新加坡 惹蘭勿剎體育場     | 新加坡   | 1–1              | 國際友誼賽               | 0 (1)      |
| 7        | 2017年9月5日  | 馬來西亞 漢惹拔體育場     | 马来西亚 | 1–1              | 2019年亞洲盃外圍賽第三輪 | 0 (1)      |
| 8        | 2017年10月5日 | 香港 旺角大球場           |          | 4–0              | 國際友誼賽               | 0 (1)      |

## 榮譽
南華
- 香港甲組足球聯賽冠軍（2007–08、2012–13季度）
- 香港聯賽盃冠軍（2007–08季度）
- 香港社區盃冠軍（2014年）

天水圍飛馬
- 香港足總盃冠軍（2009–10季度）

東方
- 香港足總盃冠軍（2013–14季度）

和富大埔
- 香港菁英盃冠軍（2016–17季度）

香港聯賽選手隊
- 香港賀歲盃冠軍（2008、2009年）

個人
- 香港足球明星選舉 最佳十一人（2008–09、2009–10、2016–17季度）
- 香港高級組銀牌 最有價值球員（2009–10季度）
- 香港高級組銀牌 神射手（2011–12季度）
- 中銀人壽2月最有價值球員（2016–17季度）

## 外部連結
- Itaparica （页面存档备份，存于）
- Itaparica （页面存档备份，存于）
- Itaparica （页面存档备份，存于）